# Jerzy Szmid
Jerzy Szmid (ur. 18 września 1904 w Mysłowej, zm. 18 lutego 1983 w Warszawie) – polski chemik, nauczyciel akademicki, twórca Wydziału Chemicznego Szkoły Inżynierskiej w Szczecinie (później – Politechnika Szczecińska).

## Życiorys
Jerzy Szmid urodził się w 1904 roku w miejscowości Mysłowa koło Tarnopola (gm. Kaczanówka, pow. Skałat). Studiował w Krakowie, na Wydziale Filozoficznym Uniwersytetu Jagiellońskiego (UJ). Po ukończeniu tej uczelni i Studium Pedagogicznego przy UJ (1926) podjął pracę badawczą i w 1933 roku uzyskał stopień naukowy doktora. Po doktoracie był asystentem w Zakładzie Chemii Organicznej UJ (1933–1934), odbył staż przemysłowy w Państwowej Fabryce Amunicji w Skarżysku-Kamiennej (1933–1939). 
W czasie II wojny światowej Jerzy Szmid przebywał w Krakowie, gdzie prowadził tajne kursy z zakresu chemii, medycyny i farmacji. Po zakończeniu wojny pracował, w latach 1945–1947, jako nauczyciel chemii i fizyki w krakowskich gimnazjach i liceach. W tym okresie zawarł związek małżeński ze swoją byłą uczennicą, Zofią, którą przypadkowo spotkał w Krakowie:

Swojego dawnego nauczyciela spotkałam ponownie w dość niezwykłych okolicznościach w marcu 1945 r. Stał skonsternowany, podpierając się laseczką nad leżącym na trawniku trupem niemieckiego żołnierza. Dygnęłam, przedstawiłam się i tak to się zaczęło.

Małżeństwo w 1947 roku przeniosło się do Szczecina, gdzie Jerzy Szmid włączył się do prac zespołu tworzącego w tym mieście pierwszą wyższą uczelnię techniczną – Szkołę Inżynierską, podjął się utworzenia Wydziału Chemicznego. Pierwsze dyplomy inżyniera-chemika zostały tu wydane w 1951 roku. Po kolejnych dwóch latach Szmidowie, z synem Andrzejem, przenieśli się do Warszawy. Jerzy Szmid został kierownikiem laboratorium w Państwowej Wytwórni Papierów Wartościowych. Na zlecenie Ministerstwa Oświaty opracowywał szkolne programy nauczania chemii natomiast w Politechnice Warszawskiej prowadził  wykłady z fotochemii. 
Zmarł w Warszawie w 1983 roku. Został pochowany w Krakowie, na cmentarzu Rakowickim.

## Narodziny Wydziału Chemicznego Politechniki Szczecińskiej

### Kalendarium

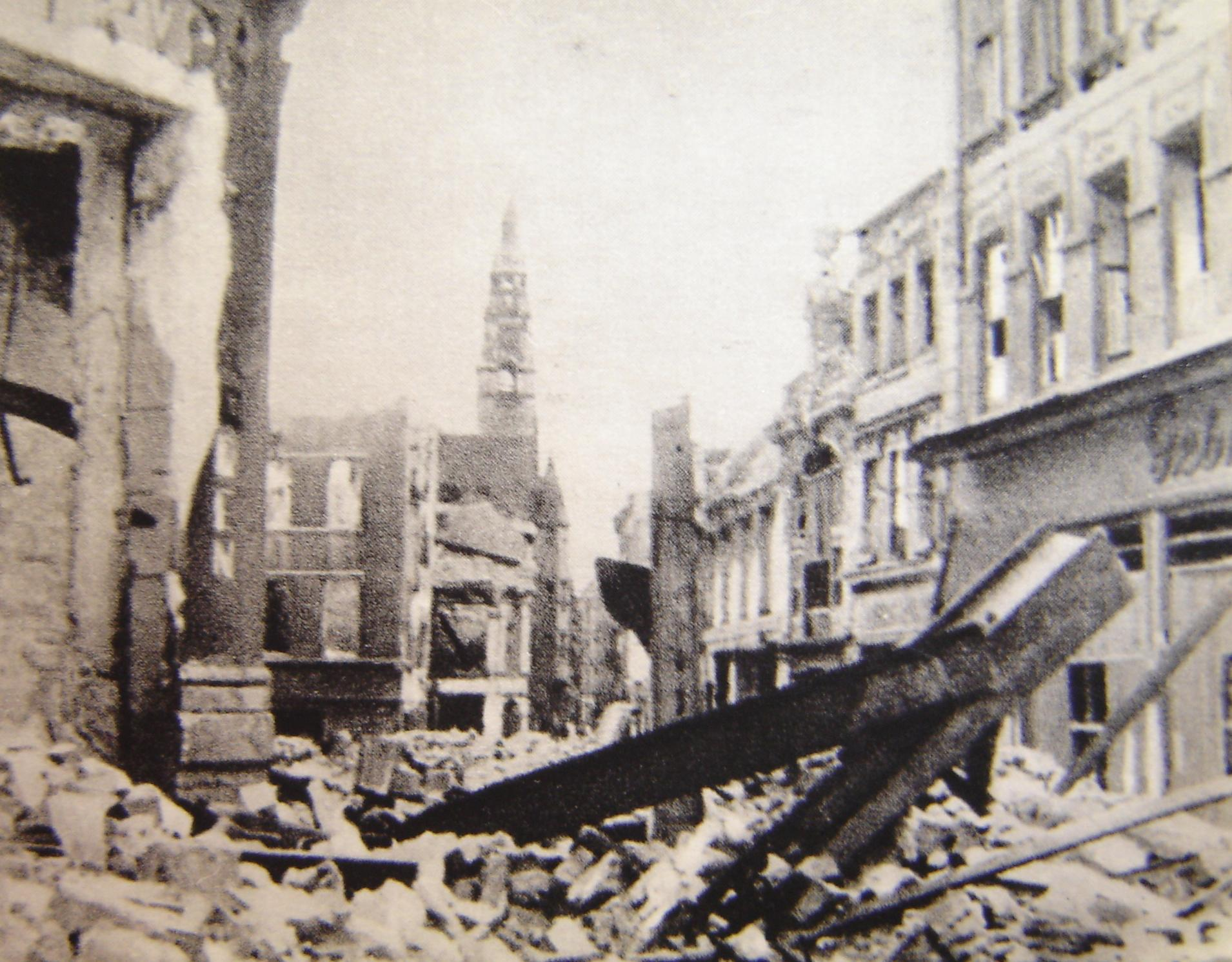
Rok 1945 w Szczecinie

Dr Jerzy Szmid został zatrudniony w Szkole Inżynierskiej 15 marca 1947 roku, na etacie profesora kontraktowego. W lutym tego roku na trzech wydziałach – Mechanicznym, Elektrycznym i Inżynierii Lądowej – uczyło się już 297 studentów w różnym wieku. Szmid przyjął zlecenie organizacji Wydziału Chemicznego i funkcję jego dziekana. 
Pracę rozpoczął od opracowania programu trzyletnich studiów inżynierskich, w tym specjalizacji: rentgenografia, fotochemia, analiza techniczna, włókna sztuczne i inżynieria chemiczna. 
W kalendarium Wydziału Technologii i Inżynierii Chemicznej Zachodniopomorskiego Uniwersytetu Technologicznego w Szczecinie (w który SI przekształciła się w późniejszych latach) wymieniono daty:

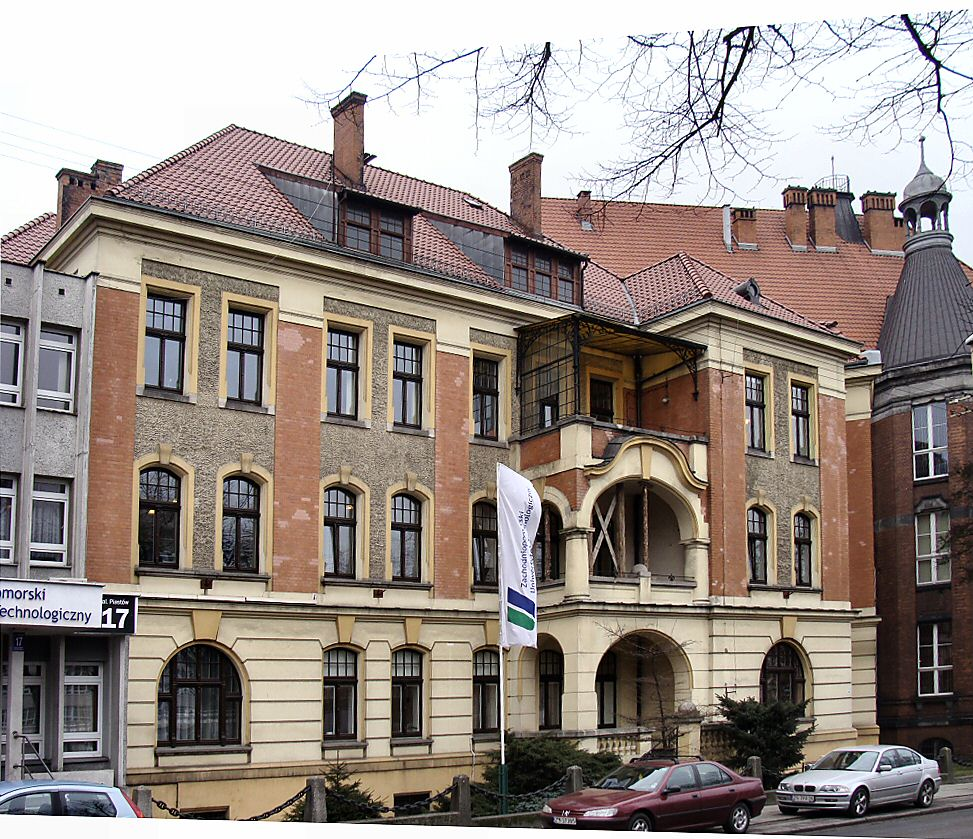
ZUT w Szczecinie, budynek rektoratu przy Al. Piastów 17

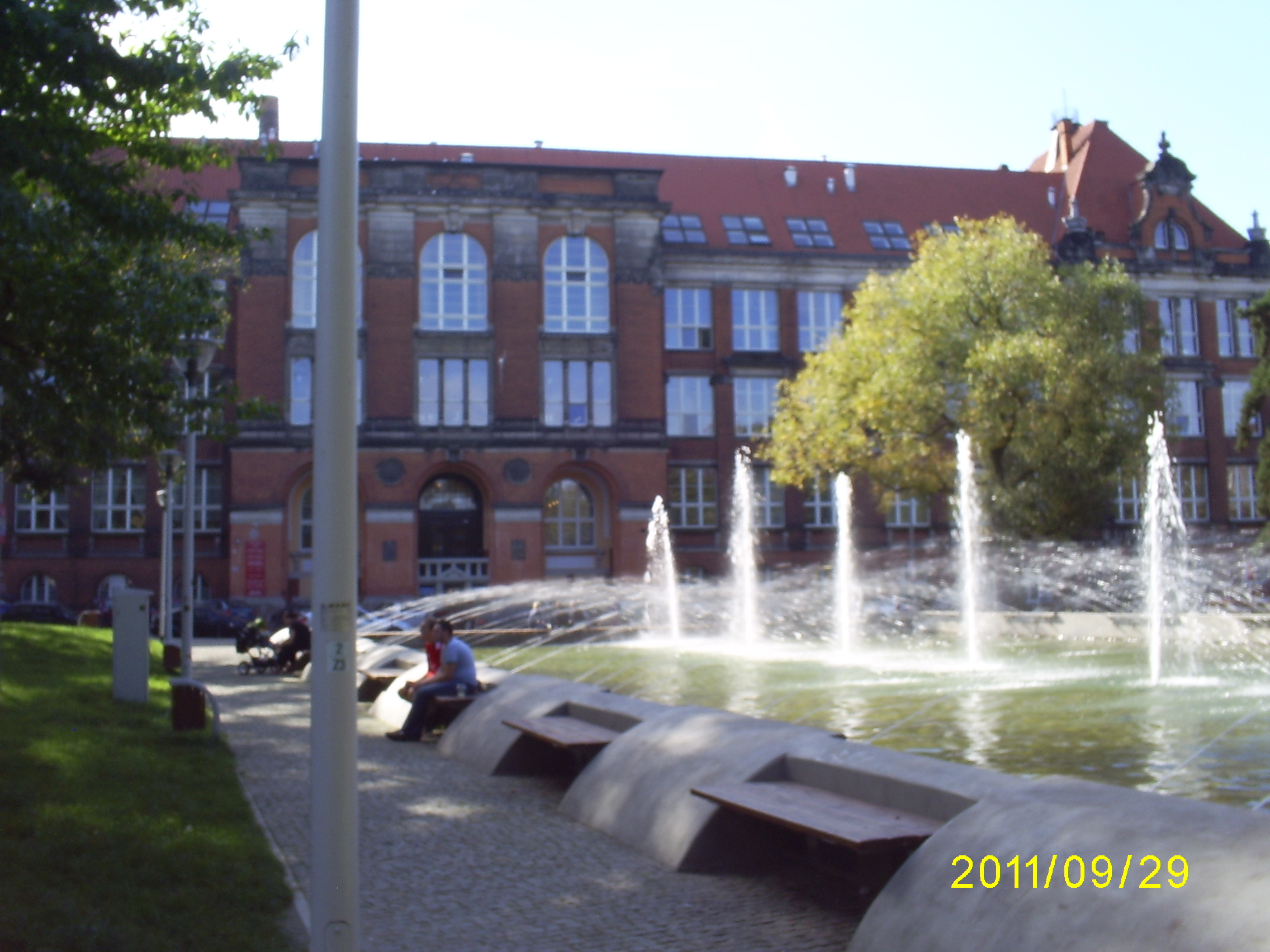
ZUT w Szczecinie, budynek Wydziału Technologii Chemicznej („Stara Chemia”) przy ul. Pułaskiego 10

- październik 1947 – odbywa się pierwsza rekrutacja na Wydział Chemii,
- 6 grudnia 1947 – Jerzy Szmid, kierownik Katedry Chemii Nieorganicznej i Analitycznej, wygłasza pierwszy wykład z chemii nieorganicznej dla 120 studentów pierwszego roku (była wśród nich Zofia Szmid),
- 1948–1949 – w części budynku przy ul. Pułaskiego 10 powstają nowe Katedry: Rentgenografii, Chemii Organicznej, Inżynierii Chemicznej, Włókien Sztucznych i Chemii Fizycznej,
- 1951 – pierwsi absolwenci otrzymują dyplomy inżynierskie.

Jerzy Szmid pełnił w tych latach wiele różnych funkcji – był wykładowcą, poszukiwał kadry naukowo-dydaktycznej, kompletował sprzęt laboratoryjny i odczynniki, organizował niezbędne remonty i budowlane prace adaptacyjne, poszukiwał materiałów opałowych, organizował dla studentów prace umożliwiające zdobycie środków utrzymania. Z jego inicjatywy w styczniu 1948 roku 12 studentów otrzymało półroczne stypendia od Wojewódzkiej Rady Narodowej, a innych chętnych zatrudniono w Fabryce Włókien Sztucznych w Żydowcach (prace interwencyjne).

### Problemy kadrowe
Zofia Szmid napisała o mężu:

Szczecin nie miał bazy, nie miał choć części przedwojennych profesorów i pomocniczych pracowników naukowych. Zaczynał pod każdym względem od zera. A jak zdobywać profesorów z innych uczelni, gdy każdego roku aż huczało od plotek, że albo będzie wojna, albo los Szczecina jest niepewny pod wieloma względami.

W pierwszym etapie organizacji Wydziału z Jerzym Szmidem współpracowała na stałe nieliczna grupa ludzi: Jadwiga Burzyńska – sekretarka, Witold Zieliński – młodszy asystent oraz woźni (Szrama i Juszczyński). W maju 1948 roku spośród studentów wybrano i zatrudniono dwóch kolejnych asystentów, którzy jesienią tego roku podjęli pracę na wydziale i objęli katedry. Były to:  
- absolwentka Politechniki Śląskiej, mgr inż. Janina Kaszubska – Katedra Chemii Nieorganicznej,
- asystentka Uniwersytetu im. Jana Kazimierza we Lwowie, mgr Karolina Paluch – Katedra Chemii Organicznej i prowadzenie specjalności w zakresie analizy chemicznej.

Zatrudnienie znalazł też  dyrektor Biura Projektów Przemysłu Włókien Sztucznych w Szczecinie, mgr inż. Tadeusz Rosner – objął Katedrę Inżynierii Chemicznej i zajął się prowadzeniem specjalności w zakresie inżynierii chemicznej.
W kolejnym roku akademickim kadrę Wydziału zasiliło kolejnych 9 młodszych asystentów (studentów III roku). Część wykładów wciąż prowadzili specjaliści spoza Szczecina, np. krystalografię – prof. dr Ludwik Chrobak, były profesor Uniwersytetu Lwowskiego, dojeżdżający z Wrocławia (prowadzący specjalizację w zakresie rentgenografii), chemię fizyczną – doc. dr Kazimierz Kapitańczyk ze Szkoły Inżynierskiej w Poznaniu (później – dr Józef Freisler, dojeżdżający z Krakowa). Dojeżdżający z Bydgoszczy mgr inż. Mikołaj Iliński prowadził specjalizację w zakresie fotochemii.

### Problemy lokalowe i sprzętowe
Szkoła Inżynierska mieściła się w kompleksie gmachów przy ul. Pułaskiego i Al. Piastów. Wydział Chemii otrzymał I i II piętro budynku przy ul. Pułaskiego 10. Budynek wymagał remontu i adaptacji – miał niesprawną instalację centralnego ogrzewania, zniszczone podłogi, okna bez szyb, miejscami zasłonięte czarnym papierem, stosowanym do zaciemnień (zasłaniania okien w czasie alianckich nalotów). Brakowało mebli i instalacji laboratoryjnych, sprzętu laboratoryjnego i odczynników. Istniała tylko jedna mała sala wykładowa ze stołem laboratoryjnym i wyciągiem. 
Jerzy Szmid sprowadził na kilka tygodni z Krakowa grupę stolarzy, którzy odnowili podłogi i wykonali meble. W przebudowie sal pomagała młodzież (pracami betoniarskimi i zbrojeniowymi kierował absolwent szkoły budowlanej, Henryk Komendant). Jerzy Szmid, wraz z pierwszymi studentami (przyszłymi pracownikami Wydziału, m.in. Witoldem Zielińskim, Józefem Jałowiczorem, Ryszardem Nowickim), poszukiwał wyposażenia laboratoriów w ruinach fabryki benzyny syntetycznej w Policach, zbombardowanej przez aliantów (zobacz też  – Enklawa Policka). Przywozili na aleję Piastów wszystko, co mogło przydać się w laboratoriach (także kwasoodporne płytki ceramiczne do wykładania stołów laboratoryjnych). 
W pierwszym roku tych działań organizacyjnych dziekan wraz z żoną mieszkał w dziekanacie, w prywatnej części oddzielonej od części urzędowej wielką gdańską szafą. W pamięci Zofii Szmid pozostało wrażenie przytłaczającej wielkości pustego gmachu i niepokoju, jaki budziły odgłosy strzałów, dobiegające nocą z jeszcze niespokojnego miasta.

## Czarne chmury i pożegnanie z Wydziałem
W latach 1950–1951 sytuacja Wydziału pogorszyła się. Przestał dojeżdżać mgr inż. Iliński z Bydgoszczy. Prof. Ludwik Chrobak, dotychczas dojeżdżający z Wrocławia, przeniósł się do Uniwersytetu Warszawskiego, gdzie przeniesiono ze Szczecina urządzenia z Zakładu Rentgenografii. Dziekan napotykał coraz większe trudności w zdobywaniu nowych pomieszczeń dla Wydziału. 
Z Ministerstwa dotarła do rektora, Ryszarda Bagińskiego, nieoficjalna informacja o zamiarze przekształcenia Wydziału w średnią szkołę zawodową ewentualnie jego rozwiązania. Głównym uzasadnieniem takiej reorganizacji miał być brak stałej obsady stanowisk kierowników niektórych katedr (co utrudniało rozwój młodej kadry) i brak katedr technologicznych. W tej sytuacji 31 sierpnia 1951 roku Jerzy Szmid zrezygnował z funkcji dziekana, przekazując sprawy Wydziału w ręce inżyniera-technologa, Tadeusza Rosnera.

Kiedy mieszkaliśmy już w Warszawie Tadeusz Rosner namawiał męża do powrotu, ale wówczas jego Katedra Chemii Nieorganicznej była już obsadzona, a do proponowanej mu Katedry Technologii Chemicznej Nieorganicznej wymagane było wykształcenie politechniczne a nie uniwersyteckie, jakie miał Jerzy. Chociaż moja pozycja zawodowa w Warszawie była już ugruntowana – robiłam doktorat w Instytucie Badań Jądrowych – rzuciłabym wszystko, gdyby chciał wracać, ale mąż był skryty i u mnie tej rady nie szukał.

## Wspomnienia, upamiętnienie

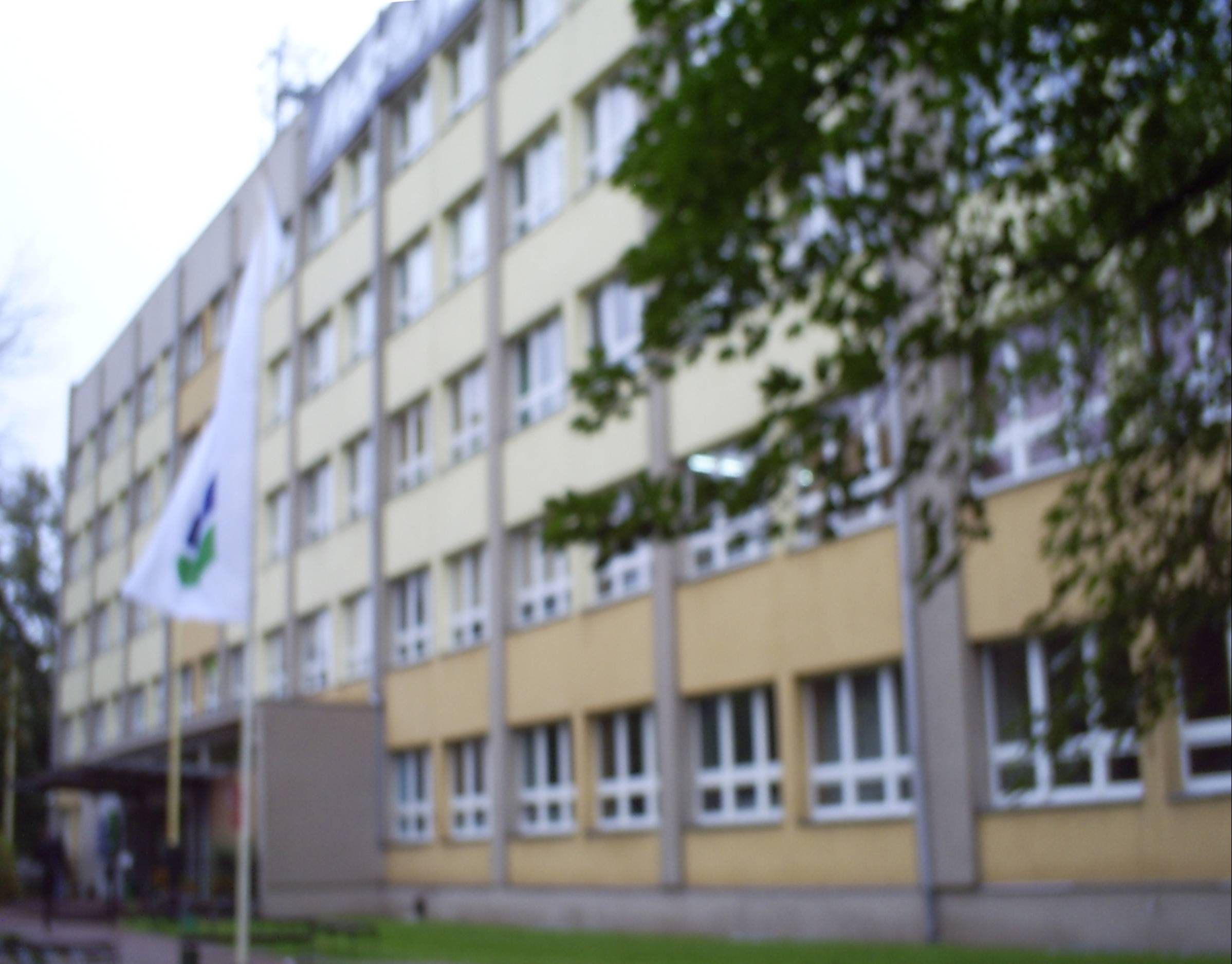
ZUT w Szczecinie, budynek „Nowa Chemia”, do którego w 1972 roku przeniesiono dziekanat oraz Instytuty Chemii Podstawowej i Inżynierii Chemicznej, Al. Piastów 42

We wspomnieniach współpracowników i pierwszych studentów chemii w Szkole Inżynierskiej w Szczecinie Jerzy Szmid pozostał jako osoba szalenie pracowita, w pełni skupiona na rozwiązywaniu różnorodnych bieżących problemów wydziału, ale raczej nieprzystępna i utrzymująca dystans. Pamięć o jego pracy jest wyrażana w wielu publikacjach, dotyczących historii Wydziału, który stworzył, oraz uczelni. Portret Jerzego Szmida zajmuje pierwsze miejsce w galerii zdjęć dziekanów w sali Rady Wydziału Technologii i Inżynierii Chemicznej, znajdującej się od 1972 roku w nowym budynku tego wydziału.
Pamięć o twórcy Wydziału podtrzymują nauczyciele szczecińskich szkół, o czym świadczy zakres materiału z chemii, przekazany uczestnikom konkursu „Omnibus 2010” nt. Wybitni Polacy w dziejach powojennego Szczecina:

Zakres materiału z chemii: Najważniejsi są ludzie - Rola Uczonych przy powoływaniu i działalności Szkoły Inżynierskiej w Szczecinie oraz Wydziału Chemicznego Politechniki Szczecińskiej: 
- Dr Jerzy Szmid
- Profesor Tadeusz Rosner
- Profesor Karolina Paluch
- Profesor Józef Kępiński